# ZAKSA 2019-2020
Questa voce raccoglie le informazioni riguardanti lo ZAKSA nelle competizioni ufficiali della stagione 2019-2020.

## Organigramma societario
Area direttiva
- Presidente: Sebastian Świderski

Area tecnica
- Allenatore: Nikola Grbić
- Allenatore in seconda: Michał Chadała

## Rosa
| N° | Nome                | Ruolo | Data di nascita  | Nazionalità sportiva |
| -- | ------------------- | ----- | ---------------- | -------------------- |
| 1  | Paweł Zatorski      | L     | 21 giugno 1990   | Polonia              |
| 2  | Łukasz Kaczmarek    | O     | 21 giugno 1994   | Polonia              |
| 3  | Simone Parodi       | S     | 16 giugno 1986   | Italia               |
| 4  | Przemysław Stępień  | P     | 7 febbraio 1994  | Polonia              |
| 5  | Łukasz Walawender   | P     | 19 luglio 1996   | Polonia              |
| 6  | Benjamin Toniutti   | P     | 30 ottobre 1989  | Francia              |
| 7  | Piotr Łukasik       | S     | 11 luglio 1994   | Polonia              |
| 8  | Sławomir Jungiewicz | O     | 21 giugno 1989   | Polonia              |
| 9  | Łukasz Wiśniewski   | C     | 3 febbraio 1989  | Polonia              |
| 11 | Aleksander Śliwka   | S     | 24 maggio 1995   | Polonia              |
| 12 | Sebastian Warda     | C     | 18 gennaio 1989  | Polonia              |
| 13 | Kamil Semeniuk      | S     | 16 luglio 1996   | Polonia              |
| 14 | Árpád Baróti        | O     | 23 ottobre 1991  | Ungheria             |
| 15 | David Smith         | C     | 15 maggio 1985   | Stati Uniti          |
| 16 | Krzysztof Rejno     | C     | 22 febbraio 1993 | Polonia              |
| 18 | Adam Smolarczyk     | S     | 12 maggio 1994   | Polonia              |
| 19 | Filip Grygiel       | O     | 3 febbraio 2000  | Polonia              |
| 21 | Daniel Szaniawski   | C     | 20 agosto 1992   | Polonia              |
| 33 | Maciej Walczak      | O     | 30 novembre 1998 | Polonia              |
| 71 | Korneliusz Banach   | L     | 25 gennaio 1994  | Polonia              |
| 88 | Damian Pilichowski  | L     | 23 aprile 1991   | Polonia              |